# 蒲谷正之
蒲谷 正之（かばや まさゆき、1982年7月2日 - ）は、神奈川県横須賀市出身の元プロバスケットボール選手である。ポジションはシューティングガード。183cm、80kg。

## 家族・生い立ち
富士通レッドウェーブに所属していた蒲谷千恵は実妹。10歳の時にバスケットボールを始める。

## 高校時代
横須賀市立追浜中学校から、高校は神奈川県の名門横浜商大高に入学。同期の君塚大輔と共に1年生の時からレギュラーを取り、2年生の時には共にスタメンとしてコンビを組み、同校を3年ぶりのインターハイに導くも1回戦で福岡商業に73vs75で惜敗(この試合、蒲谷は19点)。

同年のウィンターカップにも同校を3年ぶりに導き、出場を果たす。1回戦を突破するも2回戦で日大でチームメイトになる日下光擁する名門新潟商業高校の前に96vs77と完敗(この試合チーム最多の24点。うちスリーポイント5本を決める)。

## 大学時代～プロ
日本大学に進学、インカレ優勝に導き、ウィリアム・ジョーンズカップにも出場。
卒業後の2005年、三菱電機メルコドルフィンズに入団。2006-07シーズンには準優勝に貢献する。
2007年、三菱入団時のヘッドコーチであった福島雅人が指揮を執る富山グラウジーズに移籍して2シーズン在籍した。2008年3月には週間MVPを受賞している。
2009年オフに富山を退団して三菱電機に復帰。
2011年、bjリーグの新規参入チーム・横浜ビー・コルセアーズに移籍。キャプテンに就任した。2011-12シーズンは46試合に出場して、チーム1年目でのプレイオフ進出に貢献。2012年4月には週間MVPを獲得した。
2012-13シーズン、蒲谷とトーマス・ケネディ、ドゥレイロン・バーンズの得点力の高いトリオは「ビッグ3」と呼ばれた。2013年4月27日の埼玉ブロンコス戦で39得点をマークして、bjリーグの日本人選手得点記録を更新するとともに週間MVPを受賞。レギュラーシーズン通算では3ポイントシュート成功率43.4パーセントで最高3ポイントシュート成功率のタイトルを獲得した。bjリーグプレーオフ・ファイナルのライジング福岡戦では35得点をマークしてMVPを受賞。
2018年5月横浜ビー・コルセアーズとの契約満了が発表された。その後信州ブレイブウォリアーズに移籍、シーズン終了後に引退した。
引退後はプルデンシャル生命保険に入社、ライフプランナーとして働いている。

## 記録
| シーズン                  | チーム   | GP | GS | MPG  | FG%  | 3P%  | FT%  | RPG | APG | SPG | BPG | TO  | PPG  |
| ------------------------- | -------- | -- | -- | ---- | ---- | ---- | ---- | --- | --- | --- | --- | --- | ---- |
| JBLスーパーリーグ 2005-06 | 三菱電機 |    |    |      |      |      |      |     |     |     |     |     |      |
| JBLスーパーリーグ 2006-07 | 三菱電機 |    |    |      |      |      |      |     |     |     |     |     |      |
| bjリーグ 2007-08          | 富山     | 44 | 44 |      |      |      |      |     |     |     |     |     | 14.4 |
| bjリーグ 2008-09          | 富山     | 52 | 52 |      |      |      |      |     |     |     |     |     | 10.1 |
| JBL 2009-10               | 三菱電機 | 42 |    | 18.9 | .419 | .368 | .818 | 1.4 | 1.2 | 0.5 | 0.0 | 1.3 | 5.1  |
| JBL 2010-11               | 三菱電機 | 18 |    | 7.3  | .227 | .375 | ---  | 0.5 | 0.5 | 0.2 | 0   | 0.6 | 0.7  |
| bjリーグ 2011-12          | 横浜     | 46 | 21 | 29.3 | .393 | .352 | .844 | 2.1 | 2.4 | 0.8 | 0   | 1.7 | 10.9 |
| bjリーグ 2012-13          | 横浜     | 52 | 52 | 30.6 | .435 | .434 | .863 | 2.6 | 2.9 | 0.9 | 0.0 | 1.3 | 13.3 |
| bjリーグ 2013-14          | 横浜     | 50 | 48 | 33.3 | .422 | .396 | .883 | 3.0 | 3.8 | 0.8 | 0.1 | 2.2 | 11.6 |
| bjリーグ 2014-15          | 横浜     |    |    |      |      |      |      |     |     |     |     |     |      |
| bjリーグ 2015-16          | 横浜     |    |    |      |      |      |      |     |     |     |     |     |      |
| Bリーグ 2016-17           | 横浜     |    |    |      |      |      |      |     |     |     |     |     |      |
| Bリーグ 2017-18           | 横浜     |    |    |      |      |      |      |     |     |     |     |     |      |
| Bリーグ 2018-19           | 信州     |    |    |      |      |      |      |     |     |     |     |     |      |